# 조룡대

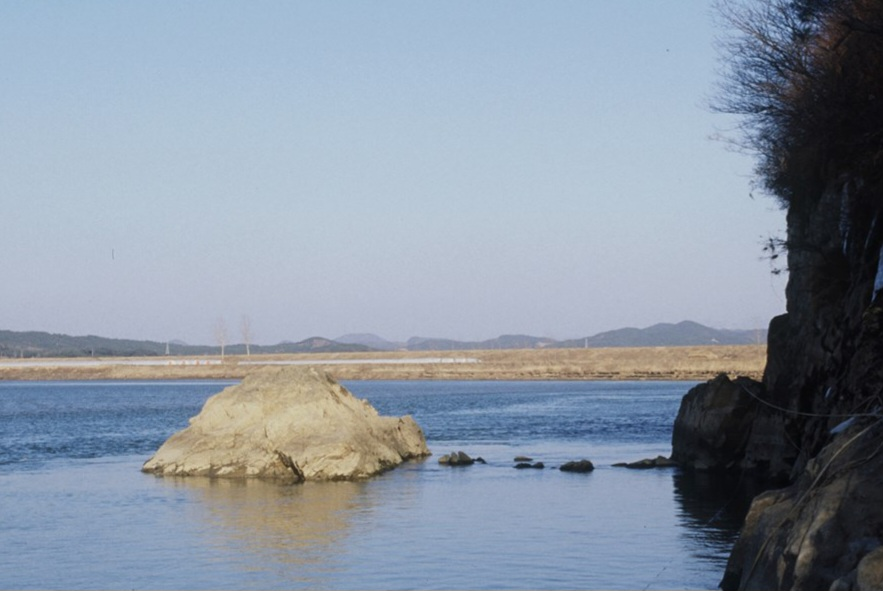

조룡대(釣龍臺)는 충청남도 부여군 부여읍 백마강에 위치한 바위로 낙화암 근처에 위치한 바위이다. 당나라의 장수 소정방이 이 바위에서 백마의 머리로 백제를 지키는 용을 낚았다는 전설이 전해지며, 이 바위의 이름은 용을 잡은 바위라고 해서 조룡대라고 하였고, 강의 이름은 백마강이 되었다고 한다.

## 참고 자료
- 《나의 문화유산 답사기》